# 13351 Zibeline
13351 Zibeline è un asteroide della fascia principale. Scoperto nel 1998, presenta un'orbita caratterizzata da un semiasse maggiore pari a 2,2496097 UA e da un'eccentricità di 0,1204173, inclinata di 6,38140° rispetto all'eclittica.